# Tomio Kikuchi
Tomio Kikuchi (província de Tochigi, Japão, 12 de fevereiro de 1926 - São Paulo,  Brasil, 4 de abril de 2019) foi um educador, pensador e estrategista japonês. Naturalizado brasileiro em 20 de abril de 1972,  chegou ao Brasil em 1955 com o propósito de auto-realização e de transformação social. Trabalhou intensamente para o desenvolvimento e divulgação da teoria e prática do Princípio Único e de um processo educacional vitalizante e evolucionário que tem como base a educação simultânea do pensamento, sentimento e vontade através da prática do autocontrole da alimentação mental e física, da respiração e movimentação. Realizou cursos e conferências no Brasil e no exterior, influenciando o movimento macrobiótico da América do Sul.   
Faleceu no dia 4 de abril de 2019 em sua residência, devido a dificuldade de recuperação de uma fratura no úmero esquerdo. Segundo nota publicada pela família, estava consciente durante todo o processo e disse que todos os participantes da autoeducação vitalícia - filosofia que desenvolveu ao longo de sua vida - deveriam continuar o processo educativo que teve a honra de estimular, além de enfatizar que estava consciente de ter cumprido a sua missão.

## Biografia
Viveu sua infância e adolescência na propriedade rural de seus pais, de onde saiu para lutar no front da Segunda Guerra Mundial. Após a guerra, foi para Tóquio. 
Buscando algo que lhe desse um significado de vida em meio à atmosfera criada pela derrota japonesa, encontrou o  Dr. Radhabinod Pal, Presidente da Universidade de Calcutá e da Associação de Direito Internacional, que o impressionou nas conferências proferidas em Tóquio, para o reerguimento moral da juventude japonesa. Sofreu influência também de Yukio Ozaki, deputado, que lutou em prol de um governo mundial, e do Dr. Kenzo Futaki, médico e cientista descobridor da espiroqueta da peste bubônica.
Trabalha ativamente para o reerguimento da moral do povo japonês, abalado pela destruição causada pela Segunda Guerra Mundial. De 1948 a 1953, foi discípulo direto de George Ohsawa, sistematizador e divulgador de um conjunto de confirmações da natureza, que denominou Princípio Único.  Foi Diretor da Escola Maison Ignoramus e responsável pelo departamento editorial do Centro de Estudos Georges Ohsawa, em Tóquio. 
Em 1955 vem divulgar a teoria e a prática do Princípio Único, funda a Escola Musso e o Instituto Princípio Único do Brasil, do qual é Presidente. 
Desenvolve e divulga um processo educacional que se baseia na educação simultânea de pensamento, sentimento e vontade através da prática do auto-controle da alimentação mental, alimentação física e movimentação.
Este sistema educacional é formado pelo "Instituto Princípio Único do Brasil", "Centro Internacional de Auto-Educação Vitalícia", "Comunidade Escola Musso", "Academia de Aikido Mussubi", "Escola de Nutrição Satori" e "Editora Musso Publicações", das quais é o fundador.
É o imigrante de origem japonesa com o maior volume de obras editadas em português e, em 25 de março de 1998, em reconhecimento aos benefícios que vem proporcionando ao povo brasileiro, e especialmente à população da capital paulista, o Professor Kikuchi foi condecorado com o título de "Cidadão Paulistano" pela Câmara Municipal de São Paulo

## Cronologia
- 2019, 04 de abril - Falece em casa na cidade de São Paulo, SP, Brasil.
- 1998, 25 de março - Condecorado com o título de "Cidadão Paulistano" pela Câmara Municipal de São Paulo.
- 1997 de 11 de março a 6 de abril - Viagem de pesquisa pelos centros históricos ocidentais: Lisboa, Roma, Catania, Siracusa, Acuradina, Atenas, Peloponeso, Esparta, Telavive, Jerusalém, Monte Sinai e Paris.
- 1986 - Comemora seus 60 anos na Antártica,  quando se encontra com três ministros brasileiros em missão oficial (Abréu Sodré, Relações Exteriores, Almirante Henrique Sabóia, Marinha e Renato Archer, Ciência e Tecnologia).
- 1972, 20 de abril - Recebe a cidadania brasileira.
- 1955 - chega ao Brasil
- 1948 a 1953 - É discípulo direto de Georges Ohsawa, o sintetizador da macrobiótica
- 1926, 12 de fevereiro - Nasce na província de Tochigui, Japão.

## Obra
- Chaves para a sobrevivência. Série 1 Sobrevivência. Fascículo 2. Estratégia prática: faísca vital. Musso : São Paulo, 2003
- Estratégia: nunca acabarão a doença, a miséria e a guerra. Musso : São Paulo, 2002.
- Natureza: muito mais poderosa do que Deus. Musso : São Paulo, 2000.
- Esperança competitiva: utilização evolucionária da crise progressiva. Musso : São Paulo, 1999.
- Ritmoprática. Musso : São Paulo, 1998.
- Autocontroleterapia: transformação homeostásica pelo tratamento independente. Musso : São Paulo, 1995.
- Chaves para a sobrevivência. Série 1 Sobrevivência. Fascículo 1. Segredos práticos para a sobrevivência. Musso : São Paulo, 1994.
- Ordem do corpo humano. Musso : São Paulo, 1990.
- Autocontrole mental. Musso : São Paulo, 1990.
- Simultaneidade ternátia: proporção sensibilizadora da transformação unipotente. Musso : São Paulo, 1987.
- Relatividade absoluta: auto-sensibilização na provisoriedade definitiva. Musso : São Paulo, 1985.
- Focalização tridimensional: recondicionamento transformador do destino humano. Musso : São Paulo, 1984.
- Existenciologia: condicionamento transfomral na vida mortal. Musso : São Paulo, 1983.
- Parto natural independente: guia prático da obstetrícia original para médicos, parteiras e enfermeiras. Musso : São Paulo, 1982.
- Moxabustão: filosofia da medicina oriental, tratamento aplicado. Musso : São Paulo, 1982.
- Estratégia da vida: ordem da existência tridimensional. Musso : São Paulo, 1982.
- Vida: sua resistência e transformação. Musso : São Paulo, 1982.
- Sobrevivência e destino humano. Musso : São Paulo, 1980.
- A religião atual e seu destino: estudo para o desenvolvimento global do ser humano. Musso : São Paulo, 1979.
- Moral Universal de Lao-Tse e essência do oriente. Belo Horizonte, 1967.